# 贝尔纳·德里达
贝尔纳·德里达（法語：Bernard Derrida，法語：[dɛʁida]，1952年—），法国理论物理学家，研究领域为统计力学。